# Carlos Machado (produtor)
José Carlos Penafiel Machado (Porto Alegre, 16 de março de 1908 — Rio de Janeiro, 5 de janeiro de 1992) foi um produtor e diretor de espetáculos musicais brasileiro, conhecido como "O Rei da Noite". Era pai da atriz Djenane Machado.
O auge de sua fama ocorreu entre o final da era dos cassinos, em 1946, e a mudança da capital do Rio de Janeiro para Brasília, em 1960. Foi produtor de espetáculos musicais no formato de teatro de revista, apreciados pela nata da sociedade da época, entre eles estadistas, políticos, milionários e diplomatas. Era conhecido por músicos, cenógrafos, coreógrafos, atores e mulheres bonitas, mais conhecidas como "as vedetes de Carlos Machado". 
Produziu e dirigiu mais de 150 espetáculos. Seus shows eram realizados na boate Night and Day, na cidade do Rio de Janeiro.
Morreu aos 83 anos de idade.

## Produções no Teatro
- 1950 - Rio, de Janeiro a Janeiro
- 1952 - A Filha da Tirolesa (com Grande Otelo)
- 1953 - Esta Vida É um Carnaval
- 1958 - Mister Samba
- 1958 - Rio, I Love You
- 1960 - Festival (com Bibi Ferreira)
- 1961 - Joãozinho Boa Pinta
- 1962 - Elas Atacam pelo Telefone
- 1963 - Chica da Silva 63
- 1964 - O Teu Cabelo não Nega
- 1964 - Samba, Carnaval y Mujer (México)
- 1964 - Rio, Ciudad Maravillosa (México)
- 1965 - Rio de 400 Janeiros
- 1965 - 24 horas na vida de uma vedete
- 1966 - Holiday 66
- 1966 - Pussy Pussy Cats
- 1971 - Ninguém Segura Esse Mocotó
- 1973 - Hip! Hip! Rio!